# КК Књажевац 1950
 КК Књажевац 1950 је кошаркашки клуб из Кеажевац. Основан је 1950. године, а тренутно се тамичи у Првој регионалној лиги Србије. 

## Историјат
После 5 добрих сезона у Првој регионалној лиги клуб је престао да се такмичи после сезоне 2015–16. У последњој сезони клуб се није пласирао у Другу лигу Србије у кошарци. Победили су резултатом 82 : 79 екипу Ртња у првој утакмици, али су у другој изгубили резултатом 84 : 75 на домаћем терену.
У сезони 2020/21. КК Књажевац 1950 се вратио у српску кошарку. Стартовали су у Другој регионалној лиги и били други, али се нису квалификовали за улазак у Прву регионалну лигу. У истој сезони клуб је био на трећој позицији Прве регионалне лиге групе А, са седам победа и пет пораза. У плеј-офу Прве регионалне лиге завршили су на седмој позицији од осам, са три победе и једанаест пораза.